# Birkózás az 1912. évi nyári olimpiai játékokon
A birkózás az 1912. évi nyári olimpiai játékokon öt versenyszámból állt. Csak kötöttfogású birkózásban rendeztek versenyt.

## Éremtáblázat
(A hazai és a magyar csapat eltérő háttérszínnel, az egyes számoszlopok legmagasabb értéke, vagy értékei vastagítással kiemelve.)
| Az 1912. évi nyári olimpiai játékok éremtáblázata birkózásban | Az 1912. évi nyári olimpiai játékok éremtáblázata birkózásban | Az 1912. évi nyári olimpiai játékok éremtáblázata birkózásban | Az 1912. évi nyári olimpiai játékok éremtáblázata birkózásban | Az 1912. évi nyári olimpiai játékok éremtáblázata birkózásban | Olimpia  |
| ------------------------------------------------------------- | ------------------------------------------------------------- | ------------------------------------------------------------- | ------------------------------------------------------------- | ------------------------------------------------------------- | -------- |
|                                                               | Ország                                                        | Arany                                                         | Ezüst                                                         | Bronz                                                         | Összesen |
| 1.                                                            | Finnország (FIN)                                              | 3                                                             | 2                                                             | 2                                                             | 7        |
| 2.                                                            | Svédország (SWE)                                              | 1                                                             | 2                                                             | 1                                                             | 4        |
|                                                               |                                                               |                                                               |                                                               |                                                               |          |
| 3.                                                            | Németország (GER)                                             | 0                                                             | 1                                                             | 0                                                             | 1        |
| 3.                                                            | Oroszország (RUS)                                             | 0                                                             | 1                                                             | 0                                                             | 1        |
|                                                               |                                                               |                                                               |                                                               |                                                               |          |
| 5.                                                            | Dánia (DEN)                                                   | 0                                                             | 0                                                             | 1                                                             | 1        |
| 5.                                                            | Magyarország (HUN)                                            | 0                                                             | 0                                                             | 1                                                             | 1        |
|                                                               |                                                               |                                                               |                                                               |                                                               |          |
| Összesen                                                      | Összesen                                                      | 4                                                             | 6                                                             | 5                                                             | 15       |

## A kötöttfogású birkózás érmesei
| Az 1912. évi nyári olimpiai játékok érmesei kötöttfogású birkózásban |                                    |                                      |                                     |
| Versenyszám                                                          | Arany                              | Ezüst                                | Bronz                               |
| pehelysúly (60 kg-ig)                                                | Kaarlo Koskelo · Finnország (FIN)  | Georg Gerstacker · Németország (GER) | Otto Lasanen · Finnország (FIN)     |
| könnyűsúly (67,5 kg-ig)                                              | Eemeli Väre · Finnország (FIN)     | Gustaf Malmström · Svédország (SWE)  | Edvin Matiasson · Svédország (SWE)  |
| középsúly „A” (75 kg-ig)                                             | Claes Johansson · Svédország (SWE) | Martin Klein · Oroszország (RUS)     | Alfred Asikainen · Finnország (FIN) |
| középsúly „B” (82,5 kg-ig)                                           | nem avattak bajnokot               | Anders Ahlgren · Svédország (SWE)    | Varga Béla · Magyarország (HUN)     |
| középsúly „B” (82,5 kg-ig)                                           | nem avattak bajnokot               | Ivar Böhling · Finnország (FIN)      | Varga Béla · Magyarország (HUN)     |
| nehézsúly (82,5 kg-tól)                                              | Yrjö Saarela · Finnország (FIN)    | Johan Olin · Finnország (FIN)        | Sören Jensen · Dánia (DEN)          |

## Magyar részvétel
Az olimpián tíz birkózó képviselte Magyarországot. A magyar birkózók összesen egy harmadik és egy negyedik helyezést értek el, és ezzel hét olimpiai pontot szereztek. Az egyes súlycsoportokban a következő magyar birkózók indultak (zárójelben – ha az első hat között végzett – az elért helyezés):
| Súlycsoport   | Magyar birkózó                                                       |
| pehelysúly    | Pongrácz József Szoszki András                                       |
| könnyűsúly    | Márkus Ernő Orosz Dezső Radvány Ödön (4.) Sándor József Szántó Árpád |
| középsúly „A” | Miskey Árpád Somogyi Rezső                                           |
| középsúly „B” | Varga Béla (3.)                                                      |
| nehézsúly     | –                                                                    |